# Threema
Threema je software pro okamžité zasílání zpráv na platformách iOS a Android. Klade velký důraz na soukromí a tak nevyžaduje spárování s telefonním číslem ani s jiným osobním údajem a podporuje koncové šifrování.
Jeho hlavním vývojářem je švýcarská společnost Threema GmbH a až do roku 2020 se jednalo o čistě proprietární software. V prosince 2020 byly zdrojové kódy klientských aplikací zveřejněny jako otevřený software pod licencí AGPL na GitHubu, přičemž již dříve bylo přislíbeno, že Threema bude po zveřejnění zdrojových kódů podporovat reprodukovatelné sestavení.
Aplikaci Threema používal ke komunikaci slovenský podnikatel Marian Kočner vyšetřovaný v případě vraždy Jána Kuciaka a Martiny Kušnírové. Policii se v tomto případě podařilo získat uloženou komunikaci z podnikatelova telefonu, nikoliv prolomit šifrování a provést odposlech aktivní komunikace.